# MechWarrior (jogo eletrônico de 1989)
MechWarrior é o segundo jogo lançado na série de jogos BattleTech. MechWarrior foi o primeiro jogo a oferecer ao jogador a chance de pilotar um BattleMech da visão de um piloto (um MechWarrior). Com este jogo, o jogador tem uma grande liberdade quando comparado a muitos dos jogos MechWarrior subsequentes, que incluem escolher missões, comprar e vender mechs e peças, contratar companheiros de lança e viajar pela Inner Sphere. Abaixo das principais mecânicas do jogo, o jogador tinha a opção de seguir um arco de história no estilo RPG que se desenrolaria ao longo de cinco anos no jogo.
O jogo foi portado para os computadores domésticos japoneses Sharp X68000 e PC-98 em 1992 e 1993 sob o nome Battletech: Ubawareta Seihai.

## História
A história se passa de 3024 a 3028. Ela segue um mechwarrior chamado Gideon Braver Vandenburg, filho do Duque Cameron Vandenburg. Sua família foi assassinada e o cálice que prova que ele é herdeiro do trono de seu planeta, Ander's Moon, foi roubado. Sem o cálice, ele é exilado. Gideon deve desenvolver uma força de mechwarriors e battlemechs, encontrar aqueles que cometeram os atos contra sua família e se vingar em cinco anos ou tudo estará perdido.
A história termina com a derrota dos Mercenários Dark Wing.

## Jogabilidade

### Visão geral
Mechwarrior gira em torno de três elementos básicos de jogo. O jogador pode viajar por um mapa preciso da Inner Sphere negociando contratos com as cinco Great Houses. Dependendo das ações do jogador, sua unidade mercenária desenvolverá uma reputação com cada casa, o que pode trazer missões maiores e mais lucrativas. Uma reputação negativa também pode ser criada se o jogador lutar contra uma casa em várias missões. Nessa situação, os jogadores descobrirão que a casa não está mais disposta a negociar um contrato.
O segundo elemento gira em torno dos battlemechs dentro do jogo. Battlemechs podem ser comprados e vendidos ou reparados de danos de combate. Dessa forma, o jogador pode atuar como um comerciante e adquirir mechs em um planeta e vendê-los em outro planeta para obter lucro. Mechwarriors também podem ser contratados no bar local com vários níveis de habilidade. Como acima, a reputação da unidade determinará a qualidade dos recrutas em potencial.
Finalmente, há a simulação de combate.  Dependendo do contrato para uma missão, o jogador deve atender a certos critérios que vão desde a defesa de uma instalação até a destruição total do inimigo. O combate é mostrado em primeira pessoa do cockpit de um battlemech. O motor do jogo usa gráficos simples baseados em vetores para o combate real.
Os três elementos combinados para criar um jogo único que era parte RPG, parte econômico e parte simulação de combate.

### Simulação de combate

Lutando contra um mecha inimigo

O Mechwarrior de 1989 foi o primeiro simulador BattleTech que colocou o usuário dentro de um battlemech real para pilotar em primeira pessoa. Embora os gráficos 3D sombreados fossem muito simples, os mechs individuais eram fáceis de identificar. O jogador começa com um Jenner danificado e tem a oportunidade de construir ao longo do tempo uma lança completa de 4 battlemechs com a capacidade de escolher entre um total de 8 designs. Cada mech era bem equilibrado e tinha seu próprio papel único dentro do jogo. O Locust e o Jenner foram especialmente projetados para missões de estilo de ataque rápido, enquanto as máquinas mais pesadas, como o Battlemaster e o Marauder, podiam andar em fogo pesado e sobreviver. Mechs médios, como o Phoenix Hawk e o Shadow Hawk, tinham a capacidade de saltar sobre o terreno com jatos de salto e assediar os inimigos por trás (o Jenner também tem essa propriedade). Finalmente, a classe pesada, incluindo o Rifleman e o Warhammer, podia trazer o maior poder de fogo para suportar. Cada classe tinha seu próprio papel especial e era fundamental para a jogabilidade.
O combate em si seguia as regras elaboradas pelo jogo de tabuleiro. A taxa de tiro é limitada pela capacidade do mech de dissipar calor através de dissipadores de calor. O combate geral era definido pelas regras da era 3025. O dano era transferido após cada missão e exigia reparos a serem concluídos a um custo para o proprietário. No início do jogo, às vezes é necessário consertar um mech apenas parcialmente para que ele possa operar em uma missão devido a fundos limitados.
Durante o combate, o jogador também pode dar comandos básicos aos lanceiros que tinham IA muito simples. Uma característica interessante dessa IA era sua capacidade de recuar se um certo nível de dano fosse atingido.

## Recepção
MechWarrior foi um sucesso comercial, com vendas de quase 100.000 cópias em 1997.
Jim Trunzo analisou MechWarrior em White Wolf #21 (junho/julho de 1990), classificando-o com 4 de 5 e declarou que "Mechwarrior, da Activision, é um produto excepcional. É raro que o jogador tenha uma experiência tão rica e vicária como a que ele tem neste jogo. Mechwarrior é um produto que você jogará repetidamente porque cada batalha é desafiadora e a sofisticação do combate o convida a melhorar suas habilidades e estratégia cada vez que você sobe no cockpit."
O jogo foi analisado em 1990 na revista Dragon #161 por Hartley, Patricia e Kirk Lesser na coluna "The Role of Computers". Os revisores deram ao jogo 5 de 5 estrelas. Em uma pesquisa de jogos de ficção científica de 1992, a Computer Gaming World deu ao título quatro de cinco estrelas, afirmando que "esta simulação de combate robótico é como um doce — divertida e exuberante, embora possa apodrecer seus dentes". Uma pesquisa de 1994 sobre jogos espaciais estratégicos ambientados no ano 2000 e posteriormente deu ao jogo três estrelas de cinco.
Rik Haynes da ACE deu a MechWarrior 887 de 1.000 pontos. ele escreveu: "Mechwarrior me fisgou desde o início, é uma fusão quase perfeita de simulação de voo (tanque!) e RPG".